# رون إدواردز (لاعب كرة قدم أمريكية)
رون إدواردز (بالإنجليزية: Ron Edwards)‏ هو لاعب كرة قدم أمريكية أمريكي، ولد في 12 يوليو 1979.

## وصلات خارجية
- رون إدواردز على موقع مرجع كرة القدم المحترفة.كوم (الإنجليزية)